# Sennefer (alcalde de Tebas)
| T22 | F35 | A1 |

| T22 | F35 | A1 |

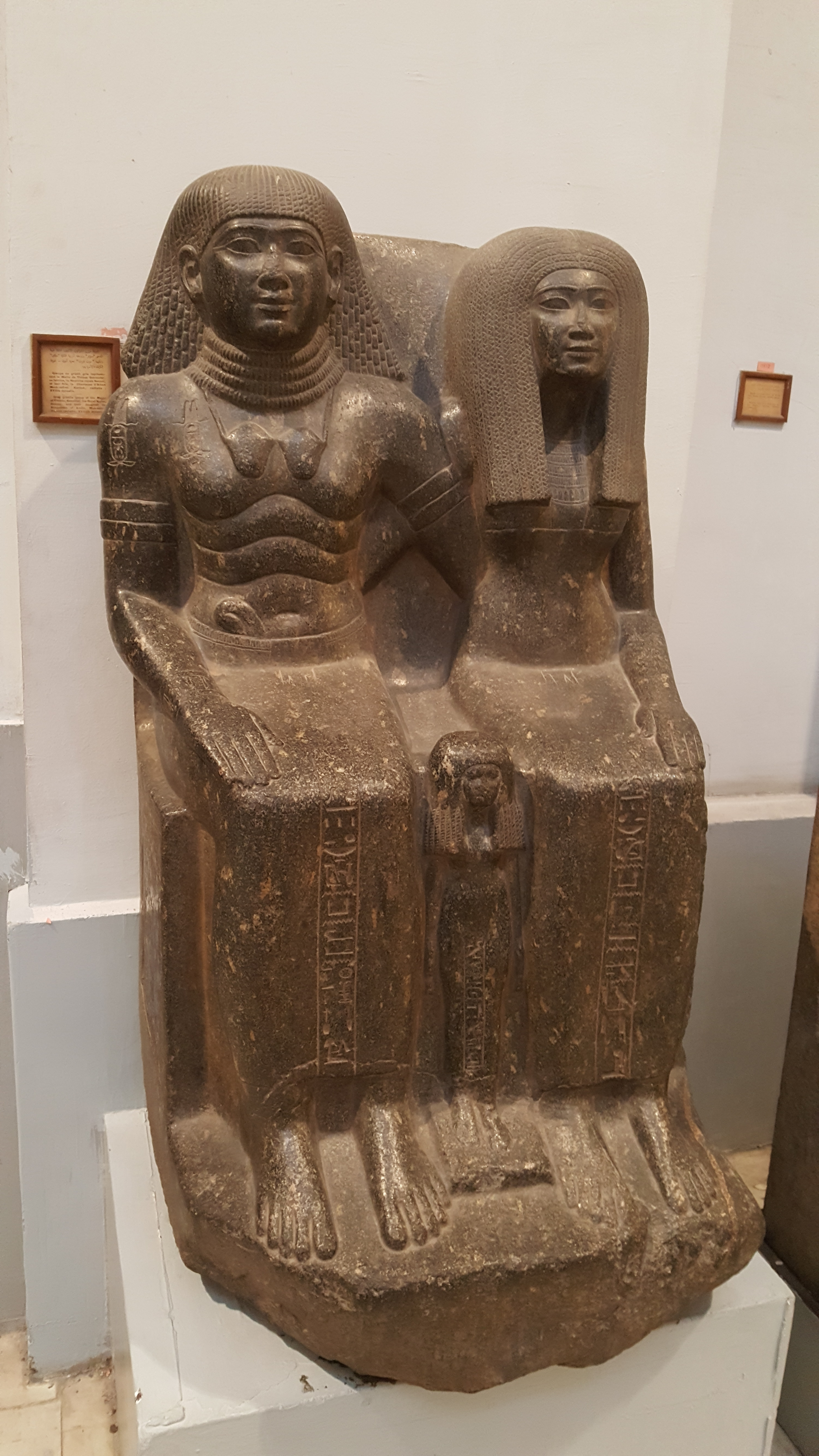
Estatua en granodiorita de Sennefer con el collar "oro de honor" y amuleto de doble corazón con su mujer Senai y su hija Mutnefert. Procede del Templo de Karnak. Museo de El Cairo.

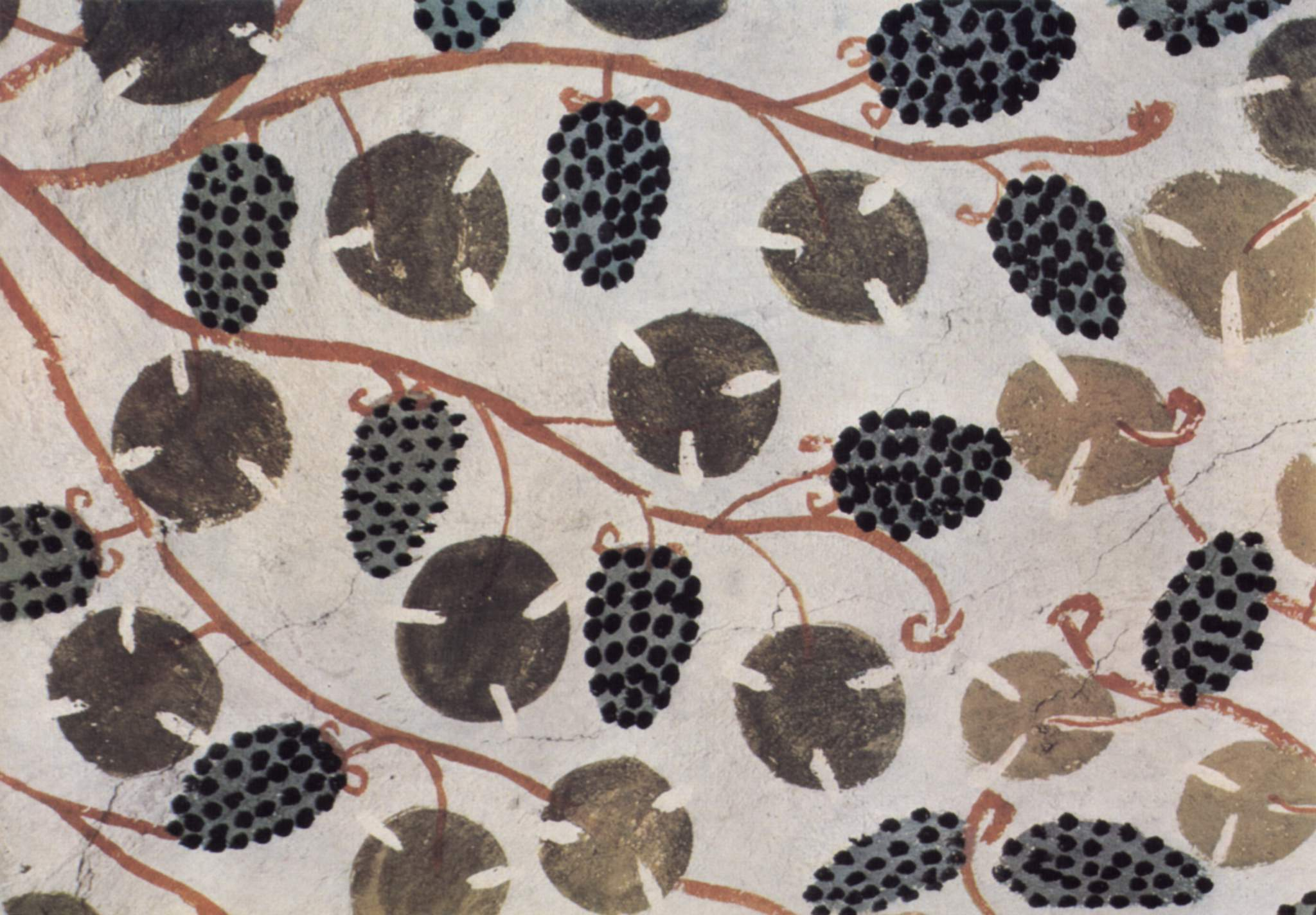
Fresco de las viñas del techo de la tumba de Sennefer en Sheij Abd el-Qurna.

Sennefer fue un antiguo noble egipcio, "Alcalde de la Ciudad del Sur" (es decir, de Tebas) y "Supervisor de los Graneros y Campos, Jardines y Ganado de Amón", durante el reinado de Amenhotep II de la dinastía XVIII.
Era hijo de Nu, segundo profeta de Horus, señor de Qus (llamada Apolinópolis Parva por los griegos); su madre era una mujer llamada Henutiry (llamada Tiiry). Se casó con la nodriza real Senai (o Sentnay) y la cantora de Amón, Merit. En su tumba aparecen el nombre de tres hijas, Muttuy, Mutnefert, llamada Nefertari y  Senetnefer, que fue cantora de Amón. Aparentemente, su hija mayor Muttuy se casó con Kenamun, que sucedió a Sennefer como alcalde de Tebas.
Por otra parte, Sennefer es llamado hijo de la hermana de Ahmose Humay, mayordomo de la Esposa del dios Amón y por tanto, primo del chaty de Amenhotep II, Amenemopet llamado Pairy, con quien tenía una gran relación. Amenemopet fue enterrado en la tumba TT29, muy cerca de su propia tumba.
Al ser uno de los favoritos del rey, acumuló gran poder y riqueza. Previo a su cargo de alcalde, fue Supervisor de los sacerdotes de la esposa del dios, mayordomo del templo de Amenhotep I y responsable de la fiesta de Tutmosis I. Por todo esto, se le concedió el privilegio de colocar una doble estatua de él y su esposa Senai en el templo de Karnak. Allí recibiría múltiples ofrendas que terminaron por desgastar el regazo de la estatua, hoy en el Museo de El Cairo.
La famoso planta del jardín, a menudo descrito como el jardín de Sennefer, es más probable que fuera un jardín que Sennefer cuidaba, y tal vez fuera diseñado por él, más que ser un jardín del que fuera propietario.
También le fue concedido el privilegio de ser enterrado en una pequeña pero bien decorada tumba tebana, la TT96, conocida como la "Tumba de las Viñas", famosa por la decoración de viñas con racimos de uvas negras, en el techo de su cámara funeraria, localizada en el distrito de Sheij Abd el-Qurna de la necrópolis tebana.
Sin embargo, algunos elementos funerarios de Sennefer y su familia, como los vasos canopos, han sido encontrados en la tumba KV42, por lo que algunos como Howard Carter, especularon que Sennefer pudiera haber reutilizado esta tumba para su verdadero entierro. Algunos contenedores de Sennefer y Senai también fueron descubiertas en la KV32, la tumba de la reina Tiaa, esposa de Amenhotep II y madre de Tutmosis IV.